# All I Wanna Do (The Beach Boys)
All I Wanna Do is een nummer van de Amerikaanse rockband The Beach Boys van hun album Sunflower uit 1970. Het nummer is geschreven door Brian Wilson en Mike Love
Het gebruik van gelaagdheid, reverb en verscheidene delay-effecten leidde ertoe dat het met terugwerkende kracht werd aangehaald als het vroegste voorbeeld van dreampop en chillwave alsook een voorloper van shoegaze. Het was invloedrijk voor vele lo-fi-acts.
Het nummer was aanvankelijk bedoeld voor de albums Friends (1968) en 20/20 (1969). Carl Wilson produceerde de versie die op Sunflower verscheen, waarschijnlijk met hulp van Brian, en met leadzang van Love. Het arrangement bevat meerdere zangpartijen gezongen in contrapunt, 12-snarige gitaar, Rocksichord, elektrische sitar en een Moog-synthesizer gespeeld door ingenieur Stephen Desper.
Brian zei later dat hij vond dat het "een saai nummer" was en dat "het niet goed was gedaan". De band heeft het nooit tijdens een concert uitgevoerd, hoewel Love's toureditie van de groep dat wel deed in 2015. In 2018 verscheen een eerdere versie van de track op de compilatie I Can Hear Music: The 20/20 Sessions. In 2021 werden geïsoleerde zang- en achtergrondtrackversies uitgebracht op Feel Flows.

## Compositie
"All I Wanna Do" is geschreven door Brian Wilson en Mike Love van de band. De instrumentatie bestaat uit 12-snarige gitaar, Rocksichord, elektrische sitar, drums, contrabas, elektrische bas, piano, shaker en Moog-synthesizer. Volgens academicus Philip Lambert,
"In "All I Wanna Do" the lush backing chorus grows in intensity along with the love expressed in the lyric. By the time the chorus arrives, the depth and complexity of the singer's feelings are captured by an intricate layering of a main tune repeating the song title, a midrange non-texted countermelody in response, a "doot-doot-doot" line reaffirming the mellow beat, and a foundational bass line. It's the next step beyond the elegantly transparent layered endings of "Fun, Fun, Fun" and "God Only Knows" and so many others."
Toen hij in 1995 over het nummer sprak, zei Brian: "Dat was een van die nummers met een mooi akkoordenpatroon, maar ik denk dat het een saai nummer was, en ik dacht dat het niet goed was gedaan. Ik vond dat het zachter had moeten zijn, met archtopgitaren."  In 2000 noemde hij het nummer "een hele mooi nummer". In 2015 merkte Love op dat "All I Wanna Do" "volkomen poëtisch en vrij oprecht" was.

## Opname

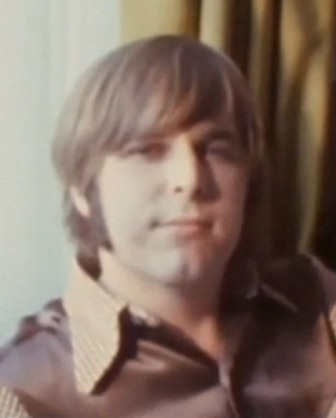
Carl Wilson (foto 1969) produceerde de opnamesessies van het nummer, zong achtergrondzang en speelde de leadgitaarlijn

"All I Wanna Do" werd geproduceerd door Carl Wilson, waarschijnlijk met behulp van Brian, in verschillende professionele studio's, waaronder de eigen privéstudio van de band. Op 24 februari 1968 werd tijdens de Friends-sessies een vroege versie van het nummer opgenomen. Een andere versie is opgenomen op 24 mei en 8 juni. Een van deze versies, die gebruik maakt van een sitar-achtig instrument, is vindbaar op de compilatie uit 2018: I Can Hear Music: The 20/20 Sessions. 
Een andere sessie voor het nummer vond plaats op 19 maart 1969 in de Gold Star Studios. Het uiteindelijke arrangement koos voor een gitaarlijn die Mathew Greenwald van AllMusic omschrijft als "Byrds-achtig". Er werd zware galm op de mix toegepast. Carl speelde 12-snarige gitaar, Rocksichord en elektrische sitar, terwijl ingenieur Stephen Desper Moog-synthesizer speelde. De overige instrumentalistenrollen werden ingevuld door verschillende sessiemuzikanten. De zang is opgenomen in de studio van de band, als overdubs op de Gold Star-track, en bevat alle zes de leden, met Love als hoofdrolspeler.

## Erkenning en nalatenschap
In 1970 merkte Jim Miller van Rolling Stone op dat productie-elementen de luisterervaring "verbijsterend" maakten. Greenwald noemde het nummer een verloren klassieker en schreef: "Misschien wel een van de mooiste en meest ongewone nummers en opnames op het Sunflower-album... Mike Love verdient hoge cijfers voor zijn vocale en tekstuele bijdragen, die misschien wel zijn meest smaakvolle zijn in het kader van de hele Beach Boys-canon. Brian Wilsons angstaanjagende, mineur-melodie en spookachtige arrangement is echt een bitterzoet bewijs dat hij zijn artistieke kneep zeker niet had verloren." Greenwald prees het arrangement van het nummer, daarbij verwijzend naar de effectiviteit van de piccolo-snaredrum en de goed uitgevoerde harmonieën.
In latere jaren werd het nummer genoemd als de oorsprong van de shoegaze- en chillwave-genres. In zijn retrospectieve recensie van Sunflower erkende Hefner Macauley van Pitchfork het nummer als een werk van "proto-shoegaze" en als een opvallend nummer op het album. Katie Cameron van Paste was het ermee eens dat het nummer een "onmiskenbaar coole shoegazing-voorloper" was. Jamie Atkins schreef in Record Collector dat het nummer "behoort tot hun meest subtiel invloedrijke - makers van ambrozijnen lo-fi, van Galaxie 500 tot Ariel Pink tot Panda Bear, veel te danken hebben aan het reverb-zware geluid."
De band heeft het nummer nooit tijdens een concert uitgevoerd. In 2015 begon Mike Love's tourversie van de Beach Boys het nummer voor het eerst kort live te spelen.
Een lezersonderzoek uit 2016, uitgevoerd door Rolling Stone, noemde het het vierde beste Beach Boys-nummer dat geen hit was. In 2021 stond het nummer op nummer acht op Ultimate Classic Rock's lijst van de beste "post-Pet Sounds Beach Boys-nummers". Bijdrager Nick Deriso merkte op dat het nummer leek op "een prehistorisch droompopnummer" en werd bewonderd door veel "chillwave-kinderen die in de slaapkamer opnemen". In 2022 plaatste Alexis Petridis van The Guardian het nummer op 17 op een lijst met de beste Beach Boys-nummers.

## Covers
- 2021, Mapache[21][22]
- 2000, June & the Exit Wounds[23][24]
- 2021, Dawn & Dewey[25]
- 2018, Deer Eyes ft. Abby Crerie[26][27]
- 2017, Antoine Diligent
- 2023, Modern Time Machines[28][29]
- 2023, Healing Potpourri, Lagniappe Sessions[30]

## Live versies
The Beach Boys hebben het nummer nooit live uitgevoerd. In Mike Love's touring versie van de Beach Boys zong hij het nummer enkele keren.

## Personeel
Credits afkomstig van Beach Boys-archivaris Craig Slowinski.
The Beach Boys
- Al Jardine - harmonie en achtergrondzang
- Bruce Johnston - harmonie en achtergrondzang
- Mike Love - leadzang, harmonie en achtergrondzang
- Brian Wilson - harmonie en achtergrondzang
- Carl Wilson - harmonie en achtergrondzang, 12-snarige leadgitaar, Rocksichord, elektrische sitar, productie
- Dennis Wilson - harmonie en achtergrondzang

Extra muzikanten en productiepersoneel
- Hal Blaine - drums
- Jimmy Bond - contrabas, elektrische bas
- Al Casey - slaggitaar
- Gene Estes - shaker
- Mike Melvoin - piano
- Stephen Desper - ingenieur, Moog-synthesizer
- Doc Siegel - ingenieur